# Fakulta tělesné výchovy a sportu Univerzity Karlovy
Fakulta tělesné výchovy a sportu Univerzity Karlovy (FTVS UK) vzdělává a vychovává odborníky v oblasti sportu, tělesné výchovy, fyzioterapie a managementu sportu. Je to jedna z nejmladších fakult Univerzity Karlovy.

## Historie
Byla založena v Praze v roce 1953 jako Institut tělesné výchovy a sportu a součástí univerzity se stala v roce 1959. Původním sídlem byl Tyršův dům na Malé Straně. Po roce 1989 se fakulta přestěhovala do budovy bývalé Vysoké školy politické ÚV KSČ (přezdívané „Vokovická Sorbonna“) ve Vokovicích.
Mezi absolventy fakulty jsou mnozí významní sportovci a funkcionáři (Luděk Bukač, Marian Jelínek, Martin Doktor, Miroslava Knapková, David Svoboda, Vítězslav Veselý, Tomáš Verner, Věra Čáslavská aj.), ale také slavní trenéři (v letech 1960–1970 tu například studoval Nigussie Roba, etiopský atletický trenér, jehož svěřenec Miruts Yifter vybojoval na olympijských hrách 1980 v Moskvě zlaté medaile v běhu na 5000 metrů a 10 000 metrů).
V roce 2013 byla fakulta při příležitosti oslav 60. výročí založení pověřena uspořádáním 12. ročníku Českých akademických her.

## Studium
Studium je rozděleno na tříleté bakalářské a navazující dvouleté magisterské. Je zde možno studovat několik oborů - tělesná výchova a sport, tělesná výchova a sport se zaměřením na vzdělávání, vojenská tělovýchova, management tělesné výchovy a sportu, fyzioterapie, ortotik-protetik.
Součástí budovy školy jsou i vysokoškolské koleje a menza. Dále se v areálu nachází atletický stadion, tenisové kurty, sportovní hala a hřiště na beach volejbal. Je zde také k dispozici jedinečná laboratoř na diagnostiku chyb při plavání (FLUM), což je plastová vana s jednou průhlednou stěnou, kde na plavce zde působí protiproud. Fakulta má ve správě loděnici v pražské Troji, kde probíhá výuka kanoistiky a raftingu a v přilehlé sportovní hale výuka gymnastiky. Pro výuku plavání se využívá již zmíněný Tyršův dům na Malé Straně.